# Vereinigung katholischer Edelleute in Österreich
Die Vereinigung katholischer Edelleute in Österreich war ein Zusammenschluss österreichischer Adliger. 

## Geschichte und Betätigung
Knapp vor dem Beginn des Ersten Weltkrieges gegründet, nahm er die Arbeit aber erst 1922 auf – trotz des Adelsaufhebungsgesetzes von 1919. Der Verein wurde 1938 nach dem Anschluss Österreichs von den Nationalsozialisten verboten. 
Zweck war, nach den Statuten, unter anderem die Pflege adliger Gesinnung sowie die Förderung der katholischen Überzeugung. Des Weiteren war eine Zielsetzung die Schaffung einer Matrikel für die bis zum Inkrafttreten des österreichischen Adelsaufhebungsgesetzes zur Führung eines Adelstitels berechtigten Familien sowie die Unterstützung wirtschaftlich schwächer gestellter Mitglieder.

## Nachfolgevereine
Verschiedene Versuche, einen Nachfolgeverband zu gründen, scheiterten seit 1945 durch die Anwendung dieses Gesetzes.

### St.Johanns Club
Als eine inoffizielle Nachfolgevereinigung der Vereinigung katholischer Edelleute in Österreich wurde 1954 der St. Johanns Club unter der Patronanz des Malteserordens gegründet. Dieser Club kann aber nicht als Adelsverband im eigentlichen Sinne angesehen werden, da ihm auch nichtadlige Mitglieder angehören (etwa ein Drittel der um die 750 Mitglieder).

### Vereinigung der Edelleute in Österreich
2005 gelang es einer Gruppe jüngerer Mitglieder des historischen Adels, trotz der verbotenen Verwendung von Adelstiteln schon im Antrag auf Zulassung bei der Vereinsbehörde, unter Beibehaltung fast gleichlautender Statuten einen Verein unter der Bezeichnung Vereinigung der Edelleute in Österreich  (V.E.Ö) bei der Bundespolizeidirektion in Wien anzumelden. Eine daraufhin am 21. Dezember 2005 erfolgte parlamentarische Anfrage durch Abgeordnete der SPÖ, wurde von der damaligen Innenministerin Liese Prokop dahingehend beantwortet, dass sowohl die bei der Bundespolizeidirektion Wien vorgelegten Gründungsstatuten wie auch eine Änderung dieser die gesetzlichen Vorgaben an Vereine erfüllten.
Weder die Vereinsgründung noch die Statutenänderung könnten untersagt werden, da von der Vereinsbehörde die Prüfung auf die Rechtmäßigkeit ausschließlich auf Grundlage der vorgelegten Statuten bzw. -änderungen zu erfolgen hat. Rechtswidrigkeiten außerhalb der vorgelegten Statuten sowie darauf fußende „Prognoseentscheidungen“, die zu untersagenden Bescheiden führen, sind nach ständiger höchstgerichtlicher Rechtsprechung unzulässig. Wegen der in der Änderung der Statuten verwendeten Adelsbezeichnungen wurde eine Anzeige nach dem Adelsaufhebungsgesetz eingeleitet. Nach Ansicht der Vereinsbehörde, insbesondere mit der vorgelegten Wahlanzeige vom 1. November 2005, stimmte dann auch die tatsächliche Tätigkeit des Vereins nicht mit den statutenmäßigen Vorgaben überein, womit die Behörde ein Verfahren zur Auflösung des Vereins eingeleitet hatte.
Der Verein hat nach einem Vorstandsentschluss 2007 seine Website offline gestellt. Seitdem gibt es keinen Internetauftritt der V.E.Ö. mehr. Eine neuerliche Wahlanzeige nach Ablauf der Funktionsperiode der Vereinsorgane zum 31. Dezember 2012 scheint im Zentralen Vereinsregister nicht auf.

### Internationales
1987 ist Österreich, ein Gründungsmitglied, auch aus dem Vernetzungsverband Cilane ausgetreten.